# Frk. Kirkemus
Frk. Kirkemus (danska: Frøken Kirkemus) är en dansk komedifilm från 1941 i regi av Alice O'Fredericks och Lau Lauritzen. I huvudrollerna ses Marguerite Viby, Poul Reumert, Ib Schønberg och Johannes Meyer.

## Om filmen
Musiken i den svenska filmen Fröken Kyrkråtta komponerades av Kai Gullmar och Hasse Ekman skrev texterna och återanvändes i den danska versionen. Filmen hade dansk premiär 26 december 1941.

## Rollista i urval
- Marguerite Viby – Frk. Eva Holm
- Poul Reumert – Thomas Berg, direktør
- Johannes Meyer – oberste
- Ib Schønberg – Blom, bogholder
- Else Jarlbak – Lilli Lund
- Knud Rex – Berg junior
- Knud Heglund – overtjener
- Buster Larsen – Frode, vän till Eva
- Henry Nielsen – Andersen, nattevakt
- Torkil Lauritzen – redaktør Strøm
- Angelo Bruun – journalist
- Arne-Ole David – journalist
- Arne Westermann – dansande gäst i Stockholm

## Musik i filmen
- "Om du bara ler mot mej nå'n gång", musik Kai Gullmar, text Heman, sång Marguerite Viby
- "En vårnatt i Wien", musik Kai Gullmar, text Heman, sång Marguerite Viby

## DVD
Filmen finns utgiven på DVD i Danmark.